# Pleotrichophorus obscuratus
Pleotrichophorus obscuratus är en insektsart som beskrevs av Hille Ris Lambers 1966. Pleotrichophorus obscuratus ingår i släktet Pleotrichophorus och familjen långrörsbladlöss. Inga underarter finns listade i Catalogue of Life.